# Tom Verlaine (album)
Tom Verlaine è l'album di debutto eponimo del chitarrista e cantante Tom Verlaine del gruppo dei Television.
È stato pubblicato nel 1979 dalla Elektra Records, pochi mesi dopo lo scioglimento dei Television, alcuni brani sono originati da tracce solo abbozzate col gruppo. Il lavoro è giudicato qualitativamente non molto dissimile dai due dischi pubblicati dai Television.
Il brano Kingdom Come fu reinterpretato da David Bowie ed inciso sull'album Scary Monsters.

## Tracce
Tutti i brani scritti da Tom Verlaine.

### Lato A
1. The Grip of Love  – 3:58
2. Souvenir from a Dream  – 3:47
3. Kingdom Come  – 3:42
4. Mr. Bingo  – 3:57
5. Yonki Time  – 3:54

### Lato B
1. Flash Lightning  – 3:52
2. Red Leaves  – 2:49
3. Last Night  – 4:37
4. Breakin' in My Heart  – 6:06

## Musicisti
- Tom Verlaine - chitarra, voce, organo in (Kingdom Come)
- Fred Smith - basso, chitarra, percussioni, voce
- Jay Dee Daugherty - batteria, percussioni, voce
- Allan Schwartzberg - batteria, percussioni in (Kingdom Come)
- Tom Thompson - batteria in Last Night
- Deerfrance - voce in "Red Leaves"
- Mark Abel - chitarra 12 corde in Last Night
- Bruce Brody - piano in Last Night
- Ricky Wilson - guitar on "Breakin' in My Heart"